# Tribrachiorus huila
Tribrachiorus huila är en mångfotingart som beskrevs av Vohland 1998. Tribrachiorus huila ingår i släktet Tribrachiorus och familjen Aphelidesmidae. Inga underarter finns listade i Catalogue of Life.